# Філембріогенез
Філембріогенез (грец. Phýlon — плем'я, рід, вид і Ембріогенез) — еволюційні зміни ходу індивідуального розвитку організмів. 

## Історія
Термін введений в 1910 році Олексієм Сєверцовим.

## Основні положення теорії
- Первинність онтогенетичних змін по відношенню до філогенетичних (еволюційних) змін.
- Нащадки не відрізнялися б від предків при відсутності філембріогенезів.
- За допомогою філембріогенезу може змінюватися хід онтогенезу як цілісного організму, так і окремих органів, тканин і клітин.
- Шляхом філембріогенезу відбуваються  філогенетичні зміни як дорослого організму, так і проміжних стадій його розвитку.

## Способи
Існує кілька модусів (способів) філембріогенезу. Найважливіші:
- абревіація (втрата фаз розвитку)
- анаболія (зміна кінцевих стадій розвитку)
- девіація (зміна на середніх стадіях)
- архаллаксис (зміна первинних стадій).

Модуси філембріогенеза розрізняються:
- за часом виникнення
- за характером еволюційних перетворень

За допомогою модусів філембріогенез може відбуватися як прогресивний розвиток (шляхом ускладнення будови і функцій організмів), так і як регресивний (шляхом спрощення будови і функцій організмів внаслідок пристосування їх до нових, менш різноманітних умов існування) (наприклад, при паразитизмі).